# Areszty śledcze w Polsce
W polskim systemie penitencjarnym funkcjonuje 70 aresztów śledczych (dane z 2006).

## Areszty śledcze
| Lp | Areszt Śledczy (miejscowość) | pojemność | typ zakładu (przeznaczenie) |
| -- | ---------------------------- | --------- | --- |
| 1  | Bartoszyce                   | 137       | Jednostka funkcjonowała do dnia 31 marca 2018 r. |
| 2  | Białystok                    | 715       | Przeznaczony dla mężczyzn i kobiet oraz dla kobiet jako zakład karny typu zamkniętego, w areszcie mogą też przebywać osadzeni zakwalifikowani jako wymagający osadzenia w wyznaczonym oddziale lub celi aresztu śledczego lub zakładu karnego typu zamkniętego w warunkach zapewniających wzmożoną ochronę społeczeństwa i bezpieczeństwo aresztu lub zakładu oraz kobiety i mężczyźni skierowani do ośrodka diagnostycznego. |
| 3  | Bielsko-Biała                | 203       | Zawieszenie funkcjonowania jednostki ze względu na remont (12 marca 2007 r. – 31 marca 2008 r.) |
| 4  | Bydgoszcz                    | 510       | Przeznaczony dla kobiet i mężczyzn, zarówno tymczasowo aresztowanych, jak i skazanych. |
| 5  | Bytom                        | 327       | Jednostka typu zamkniętego, przeznaczona dla mężczyzn aresztowanych oraz skazanych, z oddziałem dla mężczyzn i kobiet, którzy wymagają leczenia w warunkach szpitalnych. Obsługuje sądy i prokuratury w Bytomiu, Rudzie Śląskiej oraz Chorzowie. |
| 6  | Chełmno                      | 71        | Przeznaczony dla tymczasowo aresztowanych mężczyzn. Obsługuje sądy i prokuratury w Chełmnie, Świeciu i Golubiu-Dobrzyniu. Od 1 maja 2014 AŚ w Chełmnie został Oddział Filialnym ZK nr 2 w Grudziądzu. |
| 7  | Chojnice                     | 145       | Przeznaczony dla mężczyzn. Obsługuje sądy i prokuratury w Chojnicach, Bytowie, Miastku i Tucholi. |
| 8  | Choszczno                    | 145       | Przeznaczony dla tymczasowo aresztowanych przez Sądy Rejonowe w Choszcznie i Myśliborzu. |
| 9  | Częstochowa                  | 307       | Przeznaczony dla tymczasowo aresztowanych mężczyzn. |
| 10 | Działdowo                    | 95        | Przeznaczony dla tymczasowo aresztowanych mężczyzn oraz skazanych dorosłych odbywających karę po raz pierwszy w zakładzie karnym typu zamkniętego (P-1/z, P-1/p). Z dniem 20.02.2006 r. powyższy oddział dla skazanych został zawieszony. |
| 11 | Dzierżoniów                  | 211       | Jednostka jest przeznaczona dla tymczasowo aresztowanych mężczyzn. W wyodrębnionym oddziale typu zamkniętego przebywać mogą skazani odbywający karę pozbawienia wolności po raz pierwszy oraz młodociani. Areszt podlega Okręgowemu Inspektoratowi SW we Wrocławiu. |
| 12 | Elbląg                       | 286       | Przeznaczony dla tymczasowo aresztowanych, pozostających do dyspozycji Prokuratur Okręgowej, Rejonowej oraz Sądu Okręgowego i Rejonowego w Elblągu. W jednostce funkcjonuje także oddział terapeutyczny dla osób uzależnionych od środków odurzających lub substancji psychotropowych oraz oddział dla skazanych dorosłych i młodocianych typu zamkniętego dla odbywających karę po raz pierwszy. |
| 13 | Gdańsk                       | 888       | Przeznaczony dla tymczasowo aresztowanych mężczyzn a ponadto mogą również przebywać skazani zatrudnieni na terenie aresztu, oraz skazani i skazane przebywający na leczeniu w oddziale szpitalnym AŚ. |
| 14 | Giżycko                      | 116       | Przeznaczony dla tymczasowo aresztowanych mężczyzn. |
| 15 | Gliwice                      | 452       | Przeznaczony dla tymczasowo aresztowanych mężczyzn, przebywających do dyspozycji Sądu Rejonowego w Gliwicach, Sądu Okręgowego w Gliwicach, Prokuratury Rejonowej w Gliwicach, Prokuratury Okręgowej w Gliwicach, Sądu Rejonowego w Pszczynie i Prokuratury Rejonowej w Pszczynie, Sądu Rejonowego w Rudzie Śląskiej, Prokuratury Rejonowej w Rudzie Śląskiej oraz skazanych, którzy posiadają sprawy niearesztowe w ww. organach. |
| 16 | Grodzisk Mazowiecki          | 72        | Przeznaczony dla skazanych młodocianych i dorosłych odbywających karę po raz pierwszy w warunkach zakładu karnego typu półotwartego. Od 1 stycznia 1994 roku jednostka jest Oddziałem Zewnętrznym Aresztu Śledczego Warszawa-Służewiec. |
| 17 | Grójec                       | 219       | Przeznaczony dla tymczasowo aresztowanych mężczyzn pozostających do dyspozycji Prokuratury Rejonowej i Sądu Rejonowego w Grójcu wraz z VII Zamiejscowym Wydziałem Grodzkim w Białobrzegach oraz skazanych wobec których toczy się postępowanie przed wymienionymi organami bez stosowania tymczasowego aresztowania. |
| 18 | Hajnówka                     | 234       | Przeznaczony był dla mężczyzn recydywistów, którzy pracowali na zewnątrz zakładu, głównie przy pracach budowlanych na terenie Hajnówki. |
| 19 | Jelenia Góra                 | 350       | Przeznaczony dla mężczyzn. Obsługuje sądy i prokuratury w Jeleniej Górze oraz doraźnie sądy i prokuratury w Bolesławcu, Lubaniu, Zgorzelcu i Lwówku Śląskim. |
| 20 | Kamień Pom.                  | 48        | Przeznaczony jest dla tymczasowo aresztowanych oraz skazanych kobiet z terenu byłego województwa szczecińskiego. Oddział zewnętrzny w Buniewicach pełni funkcję półotwartego zakładu karnego dla mężczyzn. |
| 21 | Katowice                     | 438       | Przeznaczony jest dla tymczasowo aresztowanych mężczyzn z oddziałem aresztu dla kobiet. |
| 22 | Kędzierzyn-Koźle             | 98        | Przeznaczony dla mężczyzn. Obsługuje sąd i prokuraturę w Kędzierzynie-Koźlu. |
| 23 | Kielce                       | 861       | Jest przeznaczony dla kobiet i mężczyzn. Obsługuje sądy i prokuratury w Kielcach, Starachowicach, Ostrowcu Świętokrzyskim, Skarżysku-Kamiennej, Jędrzejowie, Pińczowie, Busku, Włoszczowie, Opatowie, Sandomierzu, Staszowie i Kazimierzy Wielkiej. |
| 24 | Koszalin                     | 366       | Przeznaczony jest dla mężczyzn i kobiet. Jednostka zlokalizowana jest na terenie województwa zachodniopomorskiego, obsługując prokuratury i sądy w Koszalinie, Białogardzie i Kołobrzegu. |
| 25 | Kraków                       | 738       | Przeznaczony jest dla wszystkich kategorii tymczasowo aresztowanych mężczyzn i kobiet. Budynek aresztu został wpisany do rejestru zabytków. |
| 26 | Kraków-Podgórze              | 167       | Przeznaczony dla mężczyzn. Kraków- Podgórze dysponuje trzema oddziałami : dwoma oddziałami dla tymczasowo aresztowanych oraz jednym oddziałem typu półotwartego przeznaczonym dla skazanych. W skład oddziału dla skazanych wchodzi zakład karny dla odbywających karę po raz pierwszy i młodocianych oraz zakład karny dla skazanych odbywających karę w systemie terapeutycznym dla osób uzależnionych od alkoholu. |
| 27 | Krasnystaw                   | 321       | Przeznaczony dla tymczasowo aresztowanych mężczyzn. Od 25 kwietnia 2006 r. w ramach aresztu utworzony został oddział zakładu karnego typu zamkniętego dla recydywistów penitencjarnych (R-1/z i R-1/p). |
| 28 | Leszno                       | 60        | Przeznaczony dla kobiet podlegających władzy sądowej i prokuratorskiej z terenu województwa wielkopolskiego oraz części województwa dolnośląskiego. |
| 29 | Lubań                        | 156       | Jest przeznaczony dla tymczasowo aresztowanych mężczyzn. |
| 30 | Lublin                       | 1075      | Przeznaczony dla tymczasowo aresztowanych i skazanych mężczyzn i kobiet, zarówno młodocianych, odbywających karę po raz pierwszy jak też recydywistów penitencjarnych. W jednostce funkcjonuje także ośrodek diagnostyczny służący do przeprowadzania badań psychologiczno – penitencjarnych osadzonych. |
| 31 | Lubsko                       | 89        | Przeznaczony dla mężczyzn. |
| 32 | Łódź                         | 1314      | |
| 33 | Międzyrzecz                  | 159       | Przeznaczony dla mężczyzn. Obsługuje sądy i prokuratury w Międzyrzeczu, Sulęcinie i Słubicach. |
| 34 | Mysłowice                    | 407       | Przeznaczony dla tymczasowo aresztowanych mężczyzn |
| 35 | Nisko                        | 93        | Przeznaczony dla kobiet. Obsługuje sądy i prokuratury mające swoje siedziby na terenie województwa podkarpackiego oraz Prokuraturę Rejonową i Sąd Rejonowy w Janowie Lubelskim. |
| 36 | Nowa Sól                     | 127       | Areszt Śledczy w Nowej Soli przeznaczony jest dla mężczyzn tymczasowo aresztowanych, skazanych i ukaranych przebywających do dyspozycji Prokuratury Rejonowej w Nowej Soli i Żaganiu oraz Sądów Rejonowych z tych miast. Podlega Okręgowemu Inspektoratowi SW w Poznaniu. Jednostka znajduje się na terenie województwa lubuskiego. |
| 37 | Olsztyn                      | 145       | Przeznaczony dla tymczasowo aresztowanych mężczyzn. |
| 38 | Opole                        | 377       | Przeznaczony jest dla tymczasowo aresztowanych mężczyzn i kobiet oraz dysponuje oddziałami zakładu karnego dla skazanych mężczyzn recydywistów penitencjarnych typu zamkniętego i dla skazanych kobiet zakwalifikowanych do odbywania kary pozbawienia wolności w zakładach dla młodocianych typu zamkniętego, półotwartego i otwartego, dorosłych pierwszy raz odbywających karę typu zamkniętego, półotwartego i otwartego, recydywistów penitencjarnych typu zamkniętego, półotwartego i otwartego. |
| 39 | Ostrołęka                    | 100       | Przeznaczony dla mężczyzn. Obsługuje sądy i prokuratury w Ostrołęce, Ostrowi Maz. i Przasnyszu. Podlega mu Oddział Zamknięty w Przytułach starych (97 miejsc). |
| 40 | Ostróda                      | 52        | Przeznaczony dla kobiet. Obsługuje sądy i prokuratury okręgowe w Elblągu, Gdańsku, Olsztynie oraz prokuratury i sądy rejonowe w Braniewie, Działdowie, Elblągu, Iławie, Ostródzie, Gdańsku, Gdyni, Kartuzach, Kościerzynie, Kwidzynie, Malborku, Pruszczu Gdańskim Pucku, Sopocie, Starogardzie Gdańskim, Tczewie, Wejherowie, Bartoszycach, Biskupcu, Kętrzynie, Nidzicy, Olsztynie, Szczytnie i Mławie. |
| 41 | Ostrów Wielkopolski          | 267       | Przeznaczony dla mężczyzn. Obsługuje Sądy Rejonowe w Ostrowie Wlkp., Koninie, Kole, Kępnie, Turku, Ostrzeszowie, Krotoszynie, Kaliszu, Pleszewie i Jarocinie. Ponadto w Areszcie Śledczym mogą być osadzeni tymczasowo aresztowani chorzy na cukrzycę insulinozależną. |
| 42 | Piotrków Trybunalski         | 721       | Przeznaczony dla mężczyzn. Obsługuje sądy i prokuratury w Piotrkowie Tryb., Tomaszowie Maz., Radomsku, Opocznie, Bełchatowie SR dla Łodzi-Widzewa. W jego skład wchodzi też oddział zakładu karnego typu zamkniętego dla mężczyzn recydywistów penitencjarnych. |
| 43 | Płońsk                       | 115       | Przeznaczony dla mężczyzn. Obsługuje sądy i prokuratury w Płońsku i Ciechanowie. |
| 44 | Poznań                       | 602       | |
| 45 | Prudnik                      | 122       | Przeznaczony dla mężczyzn. Obsługuje sądy i prokuratury w Prudniku i Nysie. W jego skład wchodzi też oddział zakładu karnego typu zamkniętego dla mężczyzn recydywistów penitencjarnych. |
| 46 | Radom                        | 1063      | |
| 47 | Sanok                        | 175       | Przeznaczony dla mężczyzn. Obsługuje sądy i prokuratury w Sanoku, Krośnie, Jaśle, Lesku i Brzozowie. |
| 48 | Słupsk                       | 241       | Przeznaczony dla mężczyzn. Obsługuje prokuratury i sądy w Słupsku, Lęborku i Sławnie. |
| 49 | Sosnowiec                    | 350       | |
| 50 | Starogard Gdański            | 248       | Przeznaczony dla tymczasowo aresztowanych mężczyzn, zgodnie z ustaloną rejonizacją dla potrzeb sądów i prokuratur z czterech powiatów (starogardzki, tczewski, kościerski i kartuski). |
| 51 | Suwałki                      | 704       | W jednostce funkcjonuje 12 oddziałów mieszkalnych, spośród których: – cztery oddziały przeznaczone są dla tymczasowo aresztowanych, – trzy oddziały stanowiące zakład karny typu półotwartego dla skazanych odbywających karę po raz pierwszy, – trzy oddziały stanowiące zakład karny typu zamkniętego, dla skazanych odbywających karę po raz pierwszy, – jeden oddział dla skazanych młodocianych, odbywających karę pozbawienia wolności w zakładzie karnym typu zamkniętego, – jeden oddział terapeutyczny, w którym realizowana jest terapia dla skazanych uzależnionych od alkoholu oraz dla skazanych uzależnionych od środków odurzających lub substancji psychotropowych. |
| 52 | Szamotuły                    | 202       | Przeznaczony dla mężczyzn tymczasowo aresztowanych, skazanych i ukaranych, pozostających do dyspozycji sądów i prokuratur w Szamotułach, Obornikach Wielkopolskich, Chodzieży oraz Trzciance. |
| 53 | Szczecin                     | 493       | |
| 54 | Szczytno                     | 133       | Przeznaczony jest dla mężczyzn. |
| 55 | Śrem                         | 159       | |
| 56 | Środa Wielkopolska           | 102       | Przeznaczony dla mężczyzn tymczasowo aresztowanych, skazanych i ukaranych. |
| 57 | Świdnica                     | 292       | Przeznaczony dla mężczyzn. Obsługuje sądy oraz prokuratury z Kamiennej Góry i Świdnicy. |
| 58 | Świnoujście                  | 52        | Przeznaczony jest dla mężczyzn. Obsługuje Sąd Rejonowy w Świnoujściu oraz Prokuraturę Rejonową w Świnoujściu. |
| 59 | Tarnowskie Góry              | 481       | Przeznaczony dla tymczasowo aresztowanych mężczyzn. |
| 60 | Toruń                        | 181       | Przeznaczony dla mężczyzn tymczasowo aresztowanych, skazanych młodocianych, odbywających karę po raz pierwszy oraz recydywistów penitencjarnych. |
| 61 | Wałbrzych                    | 91        | Przeznaczony dla tymczasowo aresztowanych mężczyzn. Obsługuje sądy i prokuraturę w Wałbrzychu. |
| 62 | Warszawa-Białołęka           | 1580      | |
| 63 | Warszawa-Grochów             | 530       | Przeznaczony dla tymczasowo aresztowanych mężczyzn z oddziałami aresztu śledczego dla kobiet i oddziałem zakładu karnego typu półotwartego dla kobiet. |
| 64 | Warszawa-Mokotów             | 925       | |
| 65 | Warszawa-Służewiec           | 830       | Przeznaczony dla mężczyzn. Obsługuje sądy i prokuratury w Grodzisku Mazowieckim, Piasecznie, Pruszkowie, Warszawie – Woli, oraz Sąd Rejonowy dla Warszawy Mokotowa – Wydział VIII Karny. |
| 66 | Wejherowo                    | 380       | Przeznaczony dla tymczasowo aresztowanych mężczyzn. Obsługuje Prokuraturę Rejonową w Gdyni, sądy i prokuratury w Wejherowie i Pucku oraz Wojskowy Sąd Garnizonowy w Gdyni. |
| 67 | Wrocław                      | 843       | |
| 68 | Zabrze                       | 364       | Przeznaczony dla tymczasowo aresztowanych mężczyzn. Jednostka zlikwidowana w marcu 2018 r. |
| 69 | Zielona Góra                 | 289       | Przeznaczony dla mężczyzn. |
| 70 | Złotów                       | 95        | Przeznaczony dla mężczyzn. Obsługuje sądy i prokuratury w Złotowie oraz Wałczu. |